# ماريك كوال
ماريك كوال (بالبولندية: Marek Kowal)‏ هو لاعب كرة قدم بولندي، ولد في 24 يناير 1985 في شتشين في بولندا. لعب مع بوغون شتشين وشلوسك فروتسلاو.

## وصلات خارجية
- ماريك كوال على موقع قاعدة بيانات كرة القدم.إي يو (الإنجليزية)